# Piotr z Sochaczewa
Piotr z Sochaczewa (zm. po 1512) – polski dominikanin i inkwizytor, spowiednik Aleksandra Jagiellończyka.
Pochodził z Sochaczewa i wstąpił w młodości do zakonu dominikanów prawdopodobnie w konwencie krakowskim. Był spowiednikiem Aleksandra Jagiellończyka (1461-1506) jako wielkiego księcia litewskiego (od 1492), a następnie także jako króla polskiego (od 1501). Odegrał dużą rolę w ufundowaniu przez Aleksandra konwentu dominikanów w Wilnie (1501). Funkcję jego spowiednika pełnił prawdopodobnie do 1505, gdy decyzją władz zakonnych został skierowany na studia teologiczne do Salamanki. Uzyskał tytuł naukowy bakałarza teologii.
Decyzją kapituły prowincjonalnej polskich dominikanów, obradującej w 1507 w Żninie, Piotr został mianowany pierwszym przeorem konwentu wileńskiego, inkwizytorem Wielkiego Księstwa Litewskiego oraz kaznodzieją generalnym. Jednakże już w 1510 kolejna kapituła prowincjonalna odwołała go z tych funkcji i nakazała wtrącenie go do więzienia za bliżej niesprecyzowane, ale poważne występki, których miał się dopuścić jako przeor. Został przywrócony do łask przez generała zakonu Tommasa da Vio w 1512, który jednocześnie jednak przeniósł go do czeskiej prowincji zakonnej. Jego dalsze losy nie są znane.
Pomimo skandalu z 1510 roku, został dobrze zapamiętany w tradycji polskich dominikanów, głównie ze względu na współudział w ufundowaniu konwentu wileńskiego oraz przypisywane mu talenty kaznodziejskie.